# فلاديمير جيتان
فلاديمير جيتان (2 فبراير 1947 - 10 نوفمبر 2020)، هو ممثل روماني. ظهر في أكثر من أربعين فيلمًا منذ عام 1968. توفي في 10 نوفمبر 2020 بسبب مرض السرطان.

## روابط خارجية
- فلاديمير جيتان على موقع IMDb (الإنجليزية)
- فلاديمير جيتان على موقع قاعدة بيانات الفيلم (الإنجليزية)